# Булгаков, Борис Павлович
Бори́с Па́влович Булга́ков (1844—1913) — русский судебный деятель, сенатор.

## Биография
Православный. Из потомственных дворян Харьковской губернии. Сын майора.
Окончил 1-ю Харьковскую гимназию (1861) и Харьковский университет по юридическому факультету (1866).
Затем был зачислен кандидатом на судебные должности при прокуроре Санкт-Петербургского окружного суда. В том же году назначен секретарем Курского окружного суда. В 1868 году был причислен к Министерству юстиции и назначен к исполнению должности судебного следователя Фатежского уезда. Затем занимал должности товарища прокурора Острогожского (1870—1872) и Тамбовского (1872—1874) окружных судов.
В 1874 году, когда судебные уставы были введены в действие в Казанском судебном округе, был назначен прокурором Екатеринбургского окружного суда. Через два года был переведен на ту же должность в Самару. Затем занимал должности: члена Харьковской судебной палаты (1879—1882), члена Киевской судебной палаты (1882), вновь члена Харьковской судебной палаты (1882—1887), председателя Кутаисского окружного суда (1887—1890), председателя Кишиневского окружного суда (1890—1892), председателя Киевского окружного суда и председателя гражданского департамента Киевской судебной палаты (1892—1902).
27 марта 1902 года назначен сенатором с производством в тайные советники и определен к присутствию в Гражданском кассационном департаменте Сената. Скончался в 1913 году. Похоронен на Новодевичьем кладбище в Санкт-Петербурге.

## Награды
- Орден Святого Владимира 2-й ст. (1909)
- Орден Белого Орла (1912)